# Eslalon gigante

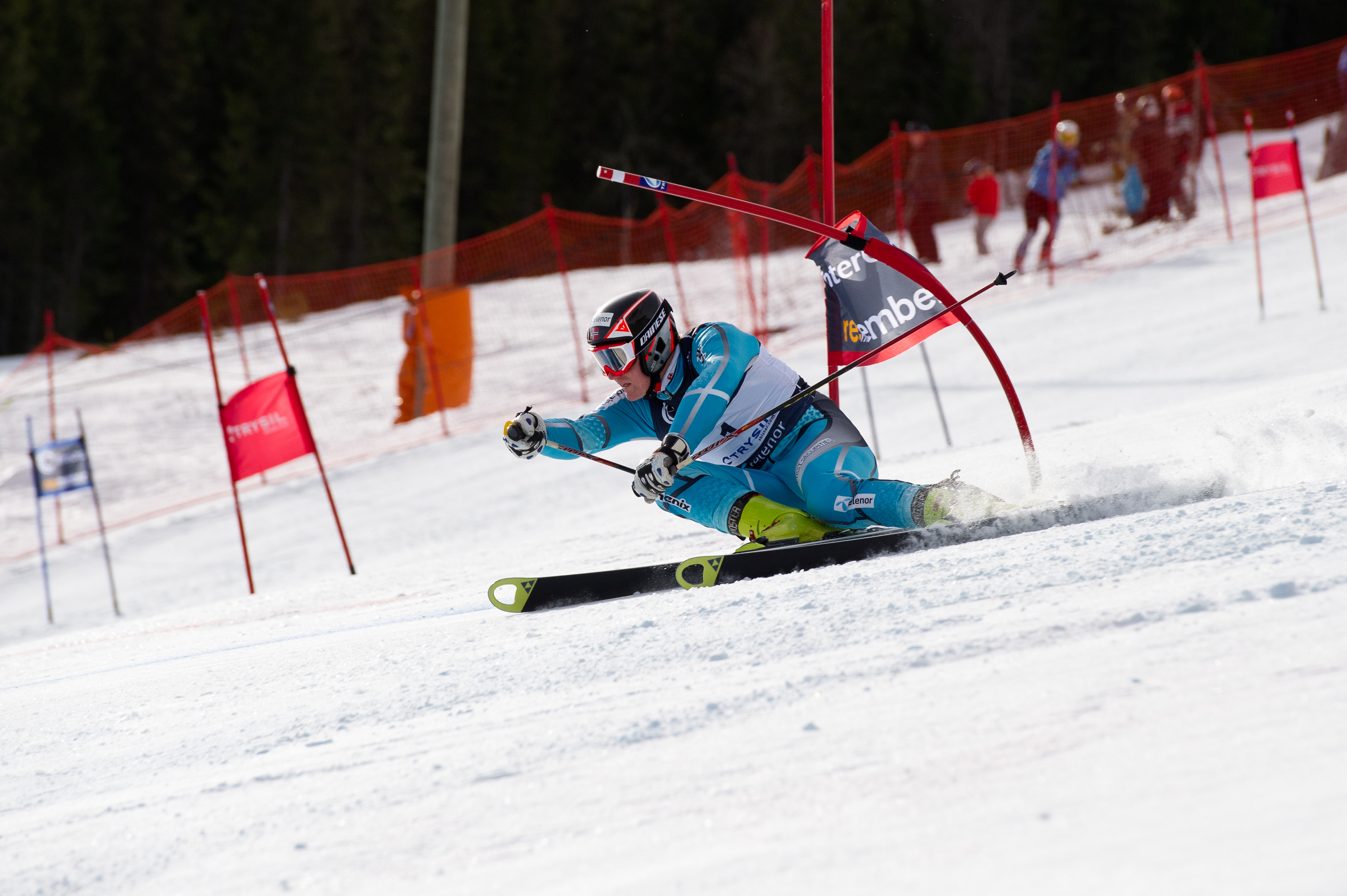
Iver Bjerkestrand ataca una puerta en un Eslalon Gigante.

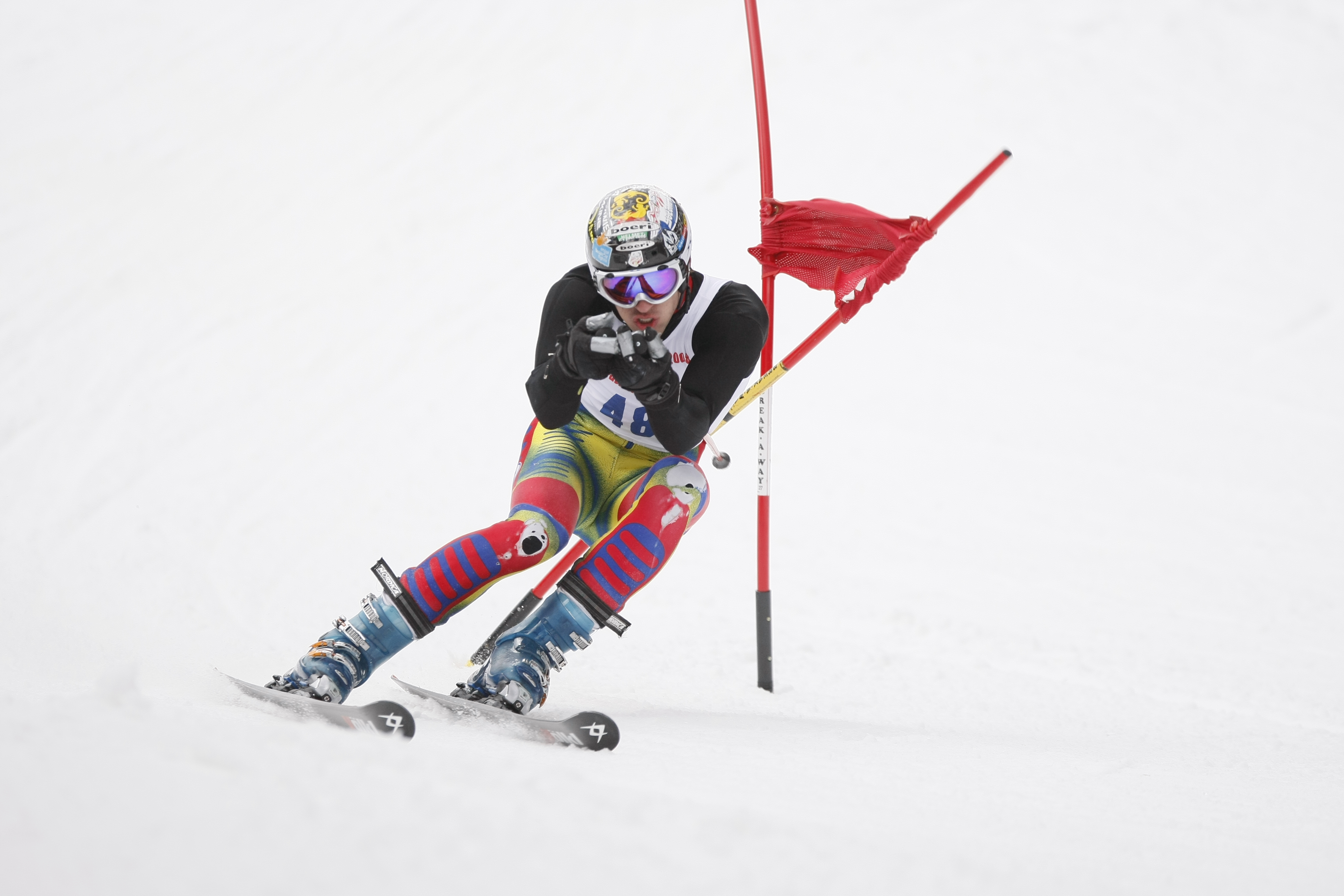
Competidor pasando por una puerta.

El eslalon gigante es una disciplina deportiva de esquí alpino y snowboard alpino. La misma consiste en descender esquiando entre conjuntos de varas insertas en la nieve (puertas) ubicadas a una distancia una de otras mayor que la distancia utilizada en el eslalon especial (o eslalon a secas), pero menor que la distancia entre puertas del Super-G.
El Eslalon gigante y el Eslalon especial conforman los eventos de competición del esquí alpino. Esta categoría las diferencia de los eventos de velocidad que son el Super-G y el Descenso.  Los eventos técnicos por lo general se componen de dos bajadas, llevados a cabo sobre dos trazados distintos en la misma pista de esquí.

## Trazado
El desnivel vertical en un trazado de eslalon gigante debe ser entre 250 a 450 m para los hombres, y 250 a 400 m para las mujeres. En este evento se ubican entre 56 a 70 puertas para los hombres y entre 46 a 58 puertas para las mujeres. El número de cambios de dirección en un eslalon gigante equivale a un 11–15% del desnivel vertical en metros, y del 13–15% para niños.  Por ejemplo, sobre una pista que posee un desnivel vertical de 300 m, debe haber  entre 35 a cambios de dirección en una carrera para adultos.

## Velocidad
Aunque no es el más rápido de los eventos en esquíes, un competidor bien entrenado puede alcanzar una velocidad promedio de 140 km/h en el eslalon gigante.